# Kožený Hrdla
Kožený Hrdla je amatérská folk-country-jazzová kapela.
Kapela byla obnovena v roce 2000 na původních historických základech sahajících do 80. let 20. století. Uměleckým vedoucím, kapelníkem a hráčem na banjo je Roman Decastello. Kapela má celkem osm členů, hrajících na kytary, housle, mandolínu, klarinet, basu a rytmické nástroje. Domovskou scénou Kožených Hrdel je restaurace U Vodárny v Korunní ulici na pražských Vinohradech, kapela však vystupuje příležitostně i na jiných místech. 

## Diskografie
- Kožený Hrdla 2001 Live  (obsahuje i multimediální obsah)
- Přestup v Pardubicích - 2003 (videoklip)
- Podzimní nálada - 2005
- No tak zpívej! - 2006 (první studiové CD)
- Mívám krásný sen.. - 2006
- Už nejsem bouřlivák.. - 2012